# Living Darfur
"Living Darfur" (também conhecido como "Living") é uma canção do duo britânico Mattafix, para o seu segundo álbum de estúdio, Rhythm & Hymns. Foi lançada como single a 22 de Outubro de 2007 nos Estados Unidos, e a 16 de Novembro do mesmo ano no Reino Unido e Alemanha. O início da música lembra "Mother and Father" da cantora Madonna', do álbum de 2003 American Life.

## Vídeo musical
O vídeo musical foi dirigido por Mick Jagger e foi gravado num campo de refugiados, visando sensibilizar para a situação em Darfur e chamar a atenção das Nações Unidas. Foi lançado a 16 de Setembro de 2007, no Dia Global por Darfur. Foi gravado no Oriente de Chade na fronteira de Darfur. Matt Damon faz uma breve aparição no vídeo.

## Faixas e formatos
| CD Maxi Single |                                               |                              |         |  |
| N.º            | Título                                        | Compositor(es)               | Duração |  |
| 1.             | "Living Darfur" (Versão do álbum)             | Marlon Roudette, Chico Twale | 4:17    |  |
| 2.             | "Living Darfur" (Remix de Desert Eagle Discs) | Marlon Roudette, Chico Twale | 4:55    |  |
| 3.             | "Living Darfur" (Vídeo)                       |                              | 4:18    |  |
| Duração total: | Duração total:                                | Duração total:               | 12:90   |  |

## Desempenho nas tabelas musicais

### Posições
| Tabelas musicais (2007)                     | Melhor posição |
| ------------------------------------------- | -------------- |
| Alemanha - Germany Singles Top 100          | 32             |
| Áustria - Austria Singles Top 75            | 21             |
| Bélgica - Belgium Singles Top 50 (Flandres) | 50             |
| Bélgica - Belgium Singles Top 50 (Valônia)  | 12             |
| União Europeia - European Hot 100           | 47             |
| França - France Singles Top 100             | 50             |
| Itália - Italy Singles Top 50               | 2              |
| Suíça - Swiss Singles Top 75                | 13             |

## Histórico de lançamento
| País           | Data                   | Formato          | Editora discográfica |
| -------------- | ---------------------- | ---------------- | -------------------- |
| Estados Unidos | 17 de Setembro de 2007 | Download Digital | Buddhist Punk        |
| Estados Unidos | 23 de Outubro de 2007  | CD single        | Buddhist Punk        |
| Alemanha       | 16 de Novembro de 2007 | CD single        | Virgin Records       |
| Reino Unido    | 16 de Novembro de 2007 | CD single        | Virgin Records       |